# MFM FC
 Mountain of Fire and Miracles Football Club w skrócie MFM FC – nigeryski klub piłkarski grający w trzeciej, a niegdyś w nigeryjskiej pierwszej lidze, mający siedzibę w mieście Lagos.

## Sukcesy
- I liga[1]:
  - wicemistrzostwo (1): 2013.

## Występy w afrykańskich pucharach
| Sezon | Rozgrywki           | Runda   | Kraj     | Klub                  | Dom | Wyjazd | Dwumecz |
| ----- | ------------------- | ------- | -------- | --------------------- | --- | ------ | ------- |
| 2018  | Puchar Mistrzów     | wstępna | Mali     | AS Real Bamako        | 1–0 | 1–1    | 2–1     |
| 2018  | Puchar Mistrzów     | 1       | Algieria | MC Algier             | 2–1 | 0–6    | 2–7     |
| 2018  | Puchar Konfederacji | 2       | Mali     | Djoliba Athletic Club | 0–1 | 0–0    | 0–1     |

## Stadion
Domowe mecze klub rozgrywa na stadionie o nazwie Teslim Balogun Stadium w Lagos, który może pomieścić 24325 widzów.

## Reprezentanci kraju grający w klubie
Stan na lipiec 2023.
| - Chijoke Akuneto - Ifeanyi Ifeanyi - Erhun Obanor | - Stephen Odey - Sikiru Olatunbosun |